# Henri Justamant
Henri Justamant (Bordeaux, 29 maart 1815 – Saint-Maur-des-Fossés, 2 januari 1893) was een Franse choreograaf en balletdanser.
Justamant maakte in 1836 deel uit van het Ballet van Bordeaux. Van 1839 tot 1840 was hij balletmeester in Rijsel, in Lyon van 1849 tot 1851, en opnieuw in Lyon van 1858 tot 1861. In 1861 werd hij directeur van de Koninklijke Muntschouwburg te Brussel; deze functie voerde hij uit tot in 1864. Van 1868 tot 1869 was hij eveneens directeur van het Parijse operaballet.

## Choreografieën
Zijn choreografieën werden uitgevoerd in de steden waar hij als operadirecteur werkte.
- Le Guerz enchanté, ou le Joueur de biniou (Lyon, 20 februari 1851 en Brussel, 10 maart 1862)
- Les Bohémiens contrebandiers (Lyon, 31 maart 1851)
- Les Cosaques (22 april 1854)
- Lore-Ley, ou la Fée du Rhin (23 januari 1856)
- Le Corsaire (17 februari 1857)
- Une fille du ciel (Lyon, 10 maart 1858 en Brussel, 1 september 1861)
- Quasimodo ou la Bohémienne (6 december 1859)
- Fleurs et papillons (22 oktober 1860)
- Les Néréides, ou le Lac enchanté (11 maart 1861)
- Les Contrebandiers (19 oktober 1861)
- Le Fils de l'alcade (21 november 21 1861)
- Un bal travesti (24 januari 1862)
- Les Songes (22 december 1862)
- Le Royaume des fleurs (6 mei 1863)
- Flamma (19 december 1863)
- Les Amardyades (12 februari 1864)
- L'Étoile de Messine (21 maart 1864)
- Les Nymphes amazones (26 mei 1864)
- Les Fugitifs (17 juli, 1868)
- Faust (3 maart 1869)
- Ballet des Erynnies (19 mei 1876)
- Les Folies espagnoles (30 april 1885)
- Ophélia (juni 1887)

- Bibliothèque nationale de France: cb148440524 (data)
- Gemeinsame Normdatei: 130623083
- International Standard Name Identifier: 0000 0001 1781 2310
- Library of Congress Control Number: n97872827
- Nationale Bibliotheek van Tsjechië: xx0177195
- SNAC: w6ww89xq
- Système universitaire de documentation: 14843004X
- Virtual International Authority File: 122349995